# Teresa van Los Andes
Teresa van Los Andes (13 juli 1900 – 12 April 1920), geboren als Juana Josephina de Los Sagrados Corazones Fernández y Solar, was een Chileense karmelietes.  Als kind voerde zij een verbeten strijd tegen haar eigen karaktertrekken. Dankzij gebed, ascese en een vurig geloof in de goddelijke genade groeide ze uit tot een heilige.

## Biografie
Teresa werd op 13 juli 1900 geboren in de Chileense hoofdstad Santiago. Haar familie was van hoge komaf. Als klein meisje zou Teresa al diep onder de indruk zijn geweest van de verhalen over Jezus. In haar dagboek beschrijft ze dat de aardbeving in Valparaíso van 1906 een grote indruk op haar maakte, en dat Jezus vanaf dat moment haar hart had opgeëist. Op haar veertiende besloot ze kloosterzuster te worden bij de Orde der Ongeschoeide Karmelietessen. Op 7 mei 1919 deed ze haar intrede in het karmelklooster van de Heilige Geest in het stadje Los Andes.
Op haar negentiende werd ze gediagnosticeerd met vlektyfus, de ziekte waar ze uiteindelijk op 12 april 1920, drie maanden voor haar twintigste verjaardag, aan zou overlijden.

## Canonisatie
Op 3 april 1987 werd Teresa zalig verklaard door paus Johannes Paulus II tijdens diens bezoek aan Chili. Haar broer was aanwezig bij deze plechtigheid. Haar heiligverklaring volgde op 21 maart 1993 door dezelfde paus. Hiermee werd zij de eerste niet-Europese heilig verklaarde karmelietes.